# Флаг Убинского района
Флаг У́бинского муниципального района Новосибирской области Российской Федерации.
Флаг был утверждён 22 июня 2006 года Решением Совета депутатов Убинского района №9 от 22 июня 2006 года. и внесён в Государственный геральдический регистр Российской Федерации с присвоением регистрационного номера 2443.
Флаг разработан Сибирской геральдической коллегией.

## Описание
«Флаг Убинского района представляет собой прямоугольное полотнище зеленого цвета несущее в середине изображение стоящего белого гуся с воздетыми крыльями, красным клювом, языком и лапами. 
Внизу полотнища проходят белая полоса, занимающая 1/11 ширины флага и под ней синяя полоса, занимающая 2/11 ширины флага, несущая изображение белой рыбы, увенчанной желтой трёхзубцовой короной.
Отношение ширины флага к его длине 2:3».

## Символика флага
Символика флага основана на аналогичной символике герба Убинского района.
Зеленый, белый и синий цвета отражают особенности географического и природного положения Убинского района, расположенного в трех природных подзонах: южной тайги, подтайги, северной лесостепи.  Зеленый цвет – символ надежды, изобилия, возрождения, жизненных сил, а также лесных богатств района. Белый цвет - символ веры, чистоты, искренности, благородства, преданности избранному делу, а также олицетворяет суровые природные условия, сибирскую, долгую зиму. 
Белый гусь символизирует разнообразный животный мир Убинского района.
Синий (голубой) цвет – символ благополучия, мира, верности, движения вперед, большого количества озер, расположенных на территории района, в том числе одного из крупнейших в области – Убинского озера. 
Коронованная рыба отражает большое рыбопромысловое значение Убинского озера и символизирует историческое прошлое района. По легенде, хан Кучум, спасаясь от преследования русских войск, затопил в водах Убинского озера свою золотую казну. 